# Echo Moskwy

Das Logo des Senders

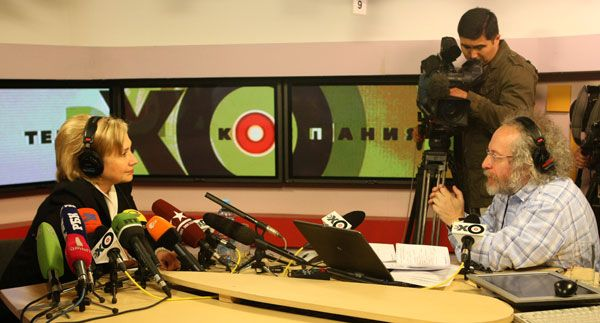
Chefredakteur Alexei Wenediktow im Interview mit US-Außenministerin Hillary Clinton im Oktober 2009

Echo Moskwy (russisch Эхо Москвы [ˈɛxə mɐskˈvɨ], deutsch ‚Echo Moskaus‘) war ein russischer Hörfunksender aus Moskau. Echo Moskwy stammte aus der Glasnost-Zeit. Als in der Sowjetunion unter Michail Gorbatschow 1990 erstmals nichtstaatliche Medien zugelassen wurden, gründete eine Gruppe von Journalisten mit einem Startkapital von 150.000 Rubel Echo Moskwy. Die erste Sendung wurde am 22. August 1990 ausgestrahlt. Auf die Sendelizenz Nummer eins war der Radiosender bis zuletzt stolz.

## Organisation
Chefredakteur von Echo Moskwy war Alexei Wenediktow. Träger des Senders war die Aktiengesellschaft „Echo Moskwy“, an der die Gazprom-Media Holding 66 % der Anteile hielt. Gazprom-Media Holding ist eine Tochtergesellschaft der Gazprombank, die wiederum vom halbstaatlichen Öl- und Gasunternehmen Gazprom kontrolliert wird. Der Rest der Anteile gehört den Redaktionsmitgliedern. Das Redaktionsstatut schrieb vor, dass der redaktionelle Kurs des Senders ausschließlich vom Chefredakteur bestimmt wird.

## Geschichte
Echo Moskwy wurde erstmals am 22. August 1990 in Moskau unter dem Namen „Radio-M“ („Radio-EM“, „Echo von Moskau“) auf der Mittelwellenfrequenz 1206 kHz ausgestrahlt. Sergei Korsun war Mitbegründer und erster Chefredakteur, er blieb bis 1996 im Amt. Bekannt wurde der Sender durch den August-Putsch vom 19. bis 21. August 1991, als sich Echo als eines der wenigen Medien gegen das „Notfallkomitee“ aussprach. Die Entscheidung Nr. 3 des Staatskomitee für den Ausnahmezustand über die Abschaltung des Radiosenders wird von Redakteuren von Echo Moskwy historisch als hohe staatliche Auszeichnung angesehen. Laut dem damaligen Chefredakteur Alexei Wenediktow unternahmen die Sicherheitsdienste mehrere Versuche, den Radiosender aus dem Äther zu nehmen. Den Mitarbeitern gelang es jedoch, das Studio über eine Telefonleitung mit dem Sender zu verbinden und die Ausstrahlung fortzusetzen.
Im Oktober 2017 stach ein Mann die stellvertretende Chefredakteurin, die damals 32-jährige Tatjana Felgengauer, nieder. Der Täter sprühte einem Wachmann eine Substanz in die Augen und stürmte in die Redaktion. Nach Medienangaben handelte es sich um einen psychisch kranken Mann.
Als Alexej Wenediktow am Morgen des 24. Februar 2022 die Nachricht vom russischen Überfall auf die Ukraine  hörte, wusste er, dass Echo Moskwy, Doschd und Nowaja gaseta nicht zu retten waren; die Propaganda würde nun total sein. Bis zu diesem Zeitpunkt hätten sich Minister, Abgeordnete, Leiter von Agenturen immer noch mit Doschd, Nowaja und Echo informiert. Wenediktow habe sich gleich gedacht: „Nun, das war's, wir *** [sind am Ende]." Was auch immer wir sagen, selbst wenn wir Musik auflegen, wir *** [sind am Ende].“
Am 1. März 2022 wurde Echo Moskwy wegen der Berichterstattung zum russischen Überfall vom Netz genommen, gegen die Sperrung der Webseite will der Sender gerichtlich klagen. Am 3. März beschloss der Vorstand der Aktiengesellschaft „Echo Moskwy“, das Radioprogramm einzustellen und die Webseite vom Netz zu nehmen. Die drei Vertreter von Gazprom stimmten für die Einstellung, die Direktorin und die Journalistenvertreterin unterstützten sie nicht. Der Chefredakteur wurde zur Sitzung gar nicht eingeladen. Die gerichtliche Klärung soll zeigen, dass der Sender gegen keine geltenden Gesetze verstieß. Der Youtube-Kanal sollte zunächst bestehen bleiben.
Am 4. März 2022 wurde der Sendebetrieb komplett eingestellt, auch auf Youtube, und die Webseite vom Netz genommen. Die letzte Sendung war ein Interview mit Michail Chodorkowski. Der Chefredakteur Alexei Wenediktow wurde abgesetzt und das Personal des Senders entlassen.

## Einschätzung der Unabhängigkeit
Echo Moskwy war, trotz seiner Zugehörigkeit zum halbstaatlichen Konzern Gazprom, zuletzt der einzig verbliebene landesweite Rundfunksender, der nicht vom Kreml beherrscht wurde, sondern unabhängige Berichterstattung im Rahmen der bekannten und durch Selbstzensur eingehaltenen Einschränkungen lieferte. Der auf Umweltthemen spezialisierte Journalist Grigori Pasko sagte in Bezug auf die Unabhängigkeit des Senders:

„Es wird Echo Moskwy erlaubt zu existieren. Damit die Regierung etwas vorweisen kann, wenn die Frage aufkommt, ob es in Russland unabhängige Medien gibt. Es gibt mit der Nowaja gaseta auch eine freie Zeitung. Aber es gibt keinen Fernsehsender, der wirklich kritisch berichtet. Das wäre auch zu viel des Guten, denn der Großteil der Bevölkerung wird über das Medium Fernsehen erreicht und manipuliert.“

Nach der Auffassung von Dekoder.org bot Echo Moskwy 

„nach allgemeiner Einschätzung eine unabhängige Berichterstattung, interviewte oppositionelle Politiker und verbreitete auch solche Stimmen, die in den Sendern mit großen Reichweiten nie zu hören sind, wie etwa Alexej Nawalny, Jewgenija Albaz oder Wiktor Schenderowitsch. Der Sender ließ aber auch viele weniger kritische Stimmen zu Wort kommen, etwa den Journalisten Maxim Schewtschenko oder den Schriftsteller Sergei Schargunow.“

Dekoder.org wies darauf hin, dass Echo auch in einige Skandale geraten sei, die die Unabhängigkeit des Mediums zumindest teilweise infrage stellten. So habe es Hinweise gegeben, dass es in Einzelfällen eine Abstimmung mit staatlichen Stellen gegeben habe, bevor heikle Inhalte veröffentlicht wurden. Der Mitbegründer von Echo, Sergei Korsun, habe den Sender mit folgender Begründung verlassen: „Der Organismus funktioniert noch, doch das Gehirn ist schon tot.“
Der Chefredakteur sagte Anfang Oktober 2017 zur Medienunabhängigkeit:

„Es gibt noch drei Medien, die nicht vom Kreml kontrolliert werden.“

 Wenediktow legte aber größten Wert darauf, kein Oppositionssender zu sein, sondern strikt unabhängig, deshalb wurden Gäste fast jeder Meinung eingeladen. Zum Ende des Senders sagte Wenediktow lakonisch: „Wir sagen nein zum Krieg, und angeblich gibt es keinen Krieg. Also stimmen wir doch mit dem Präsidenten überein.“

## Empfang
In vielen Städten der Russischen Föderation wurde Echo Moskwy auf UKW und dem alten OIRT-Band (UHF I) ausgestrahlt. Außerhalb Russlands war Echo Moskwy terrestrisch auch in Riga (seit 2000, auf 102,7 MHz UKW) und Chicago (seit 1998, auf 1330 kHz Mittelwelle) zu empfangen.

## Belege
1. ↑  CEOs of Companies – Alexey A. Venediktov Echo of Moscow Editor-in-Chief (Memento vom 12. September 2014 im Internet Archive).
2. ↑  ОАО «Газпром-Медиа Холдинг» (Memento vom 18. April 2015 im Internet Archive)
3. ↑  Дочерние и зависимые компании (Memento vom 17. April 2015 im Internet Archive).
4. ↑  https://ger.culturell.com/eho-moskvi-rossijskaya-kruglosutochnaya-informacionno-razgovornaya-radiostanciya-read-350405.
5. ↑  Angriff auf Kreml-Kritikerin: Mann sticht Radiomoderatorin nieder. In: n-tv. Abgerufen am 5. November 2021.
6. ↑  Nichts konnte Echo Moskwy retten: Hauptsache aus einem Interview mit Alexej Wenediktow, Forbes, 20. Juli 2022
7. ↑  Sie wissen, was los ist. Tag sechs. Die Hauptsachen. Babyn Jar unter Beschuss, Doschd und Echo Moskwy werden blockiert, Charkow wird bombardiert, Russland beginnt Verluste zu anerkennen (Memento vom 1. März 2022 im Internet Archive), Nowaja gaseta, 1. März 2022.
8. ↑  „Das Wichtigste für mich ist, dass meine Journalisten und der Präsident wissen, dass ich niemals desertieren werde.“ Meduza, 3. März 2022.
9. ↑  Совет директоров решил ликвидировать радиоканал и сайт «Эха Москвы». meduza.io, 3. März 2022, abgerufen am 3. März 2022 (russisch).
10. ↑  "Эхо Москвы" отключит сайт и удалит корпоративные аккаунты. Interfax, 4. März 2022, abgerufen am 8. März 2022 (russisch).
11. ↑  Последний эфир на Эхо Москвы – Михаил Ходорковский auf YouTube, 5. März 2022, abgerufen am 8. März 2022 (russisch).
12. ↑  „Warum schreibt ihr nicht, was ich sehe?“ Der russische Journalist Grigori Pasko über Abhängigkeit und Käuflichkeit der Presse unter Putin. In: Berliner Zeitung, 20. August 2007.
13. 1 2  Echo Moskwy, Dekoder.org.
14. ↑  bez-durakoff.livejournal.com
15. ↑  Die Aufgabe, „Echo Moskwy“ als eigenständige Station zu zerstören, hat sich nicht verändert. Nowaja gaseta, 2. Oktober 2017.
16. ↑  „Wir sind ein Kollateralschaden“. (Memento vom 8. März 2022 im Internet Archive) Nowaja gaseta, 3. März 2022.